# Rie Tanaka
Rie Tanaka (jap. 田中 理恵 Tanaka Rie; ur. 3 stycznia 1979 w Sapporo) – japońska piosenkarka i seiyū, najbardziej znana z roli w Chobits, gdzie podkładała głos Chii oraz Freyi. Do jej sławnych ról należy także Suigintō w adaptacji anime Rozen Maiden. Grała również w Gundam Speed Destiny i Jigoku shōjo. Będąc dzieckiem, Tanaka nauczyła się śpiewać i zebrała duże uznanie na pierwszych koncertach.
Po zakończeniu studiów dołączyła do tokijskiego przedsiębiorstwa twórców anime i mang. Wydała również dwa albumy – 24 Wishes, który, oprócz nowych utworów, zawiera również te z anime Chobits. Natomiast drugi, Garnet, zawiera między innymi wersję utworu Kiss Kara Hajimaru Miracle, stworzonego na potrzeby anime Steel Angel Kurumi. Wydała także dwupłytowy album utworów Chara de Rie, który zawiera 4 utwory z Chobits i Gundam Seed oraz nowy utwór. Płyty noszą nazwę Club Rie-rie 1, Club Rie-rie 2.

## Występy w anime i grach wideo
- .hack//SIGN – Morgana
- Air Gear – Simca
- Akaneiro ni somaru saka – Shiina Mitsuki
- Angel Tales – Kingyo no Ran
- Asura Cryin’ – Kurosaki Yukari, Kurosaki Shuri
- Azumanga Daioh – Yomi (Koyomi Mizuhara)
- Burn Up Scramble – Matsuri Tamagawa
- Bakuretsu Tenshii – Sei
- Canaan – Liang Qi
- Chobits – Chii, Freya
- D.N.Angel – Towa-chan (Towa no Shirube)
- Dual! Parallel Trouble Adventure – Mitsuki Sanada
- Eve no Jikan – Sammy
- Full Metal Panic! – Ren Mikihara
- Futari wa Pretty Cure Max Heart – Kujō Hikari/Shiny Luminous
- GetBackers – Haruki Kaoul
- Gravitation – Ayaka Usami
- Hanaukyo Maid Tai – Mariel
- Hanaukyo Maid Tai La Verite – Mariel
- Hataraki Man – Hiroko Matsukata
- Hayate no gotoku – Maria
- Honkai Impact 3rd – Himeko Murata
- Hyperdimension Neptunia (PS3, PS Vita, PS4, i Windows) – Neptune/Purple Heart
- Isekai de Cheat Skill(inne języki) - Glena
- Puste granice: Ogród grzeszników – Kirie Fujō
- Kimikiss pure rouge i KimiKiss (PS2) – Eriko Futami
- Mai-Otome i Mai-Otome Zwei (OVA) – Tomoe Marguerite
- Mobile Suit Gundam Seed – Lacus Clyne
- Mobile Suit Gundam Seed Destiny – Lacus Clyne i Meer Campbell
- Mononoke – Shino
- My Neighbors the Yamadas- Ghibli Cheering Section
- Namco x Capcom – Ki i Sylphie
- Phantasy Star Universe – Karen Erra
- Persona 3 – Kirijou Mitsuru
- Rizelmine – Kyōko Yachigusa
- Mega Man Zero – Ciel
- Rozen Maiden – Suigintō
- Steel Angel Kurumi – Saki
- Stellvia of the Universe – Akira Tayama
- Shōnen onmyōji – Tenitsu
- Summon Night Craft Sword Monogatari: Hajimari no Ishi – Murno
- UFO Princess Valkyrie – Sanada
- Yu-Gi-Oh! Duel Monsters – Vivian Wong
- Reborn! – Bianchi
- Genshin Impact – Lisa
- Octopath Traveler II - Throné Anguis

## Utwory wykonywane w anime
- Azumanga Daioh
  - Oishii Kimitachi
  - Sorezore no One Way
- Bakuretsu tenshi
- Chobits
  - Raison d'être (Opening)
  - Ningyo hime (Ending)
  - I Hear You Everywhere
  - Hitomi no tonneru
  - Shiranai Sora
  - Katakoto no koi
  - Katakoto no koi Chi ver
  - Katakoto no koi Duet ver
  - Soshite sekai wa kyō mo hajimaru
- Gundam Seed
  - Shizukana yoru ni
  - Mizu no Akashi
- Gundam Seed Destiny
  - Fields of Hope
  - EMOTION
  - Quiet Night
- Hanaukyo Maid Tai – wraz z Hanaukyo Maid
- Hanaukyo Maid Tai La Verite.

## Dyskografia
- 24 Wishes
- Garnet
- Club Rie-rie 1
- Club Rie-rie 2
- Chara de Rie